# Jacob Willemsz. Delff (I)

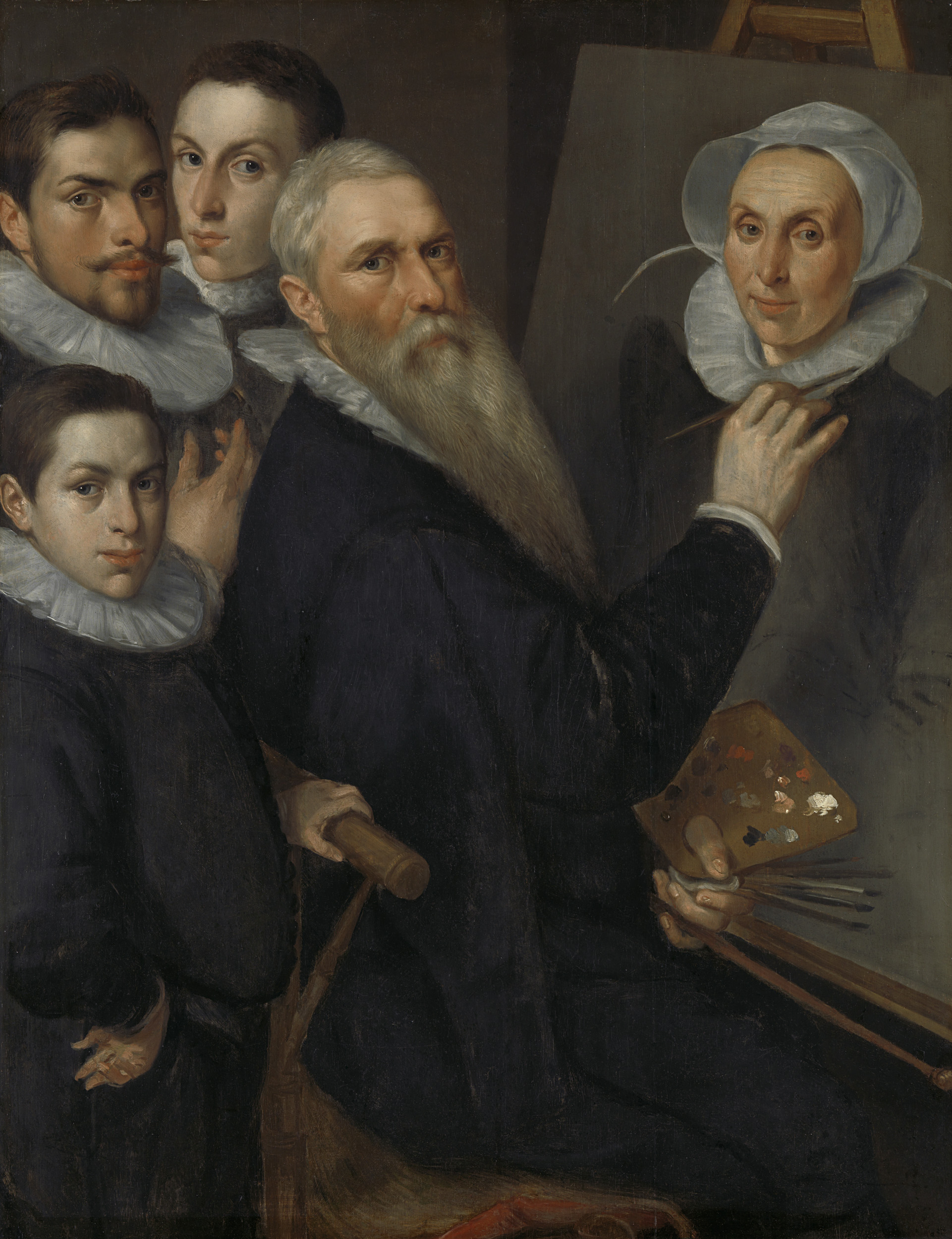
Zelfportret van Jacob Willemsz. Delff met zijn gezin, ca. 1590, Rijksmuseum Amsterdam

Jacob Willemsz. Delff (Gouda, ca. 1550 - Delft, 5 mei 1601) was een Nederlands kunstschilder. Hij was een begaafd portretschilder en vervaardigde talrijke portretten van destijds bekende persoonlijkheden. Tot zijn bekendste werken behoren een afbeelding met officieren van het schuttersgilde (1592) en het hier afgebeelde zelfportret met zijn vrouw, Maria Nagel, en hun drie zoons. Het portret bevindt zich in de collectie van het Rijksmuseum in Amsterdam.
Jacob Delff verhuisde van Gouda naar Delft, waar hij in 1575 lid werd van het plaatselijke schildersgilde. Hij werd de stamvader van een kleine kunstenaarsdynastie. Uit zijn huwelijk met Maria Nagel had hij drie zoons, die allemaal door hem in het vak werden opgeleid. De oudste, Cornelis (circa 1571 - 1643), werd stillevenschilder; de tweede zoon, Rochus (circa 1572 - 1617) werd evenals zijn vader portretschilder; de jongste zoon was Willem (1580 - 1638), die bekend was als portrettist, maar voornamelijk als prentkunstenaar. Willems zoon, bekend als Jacob Willemsz. Delff (II), of 'de Jongere', werd eveneens kunstschilder.
Van Jacob zijn meerdere werken bekend, voornamelijk ontstaan in de periode 1580 - 1593.